# Francisco Araiza
Francisco Araiza (4 de Outubro de 1950) é um tenor mexicano. É um dos melhores tenores de sua geração e foi nomeado o Kammersänger da Ópera Estatal de Viena  em 1988 e tem sido membro da Ópera de Zurique desde 1977. Ele fez sua carreira internacional cantando em papeis de Mozart e de Rossini. Ele também é conhecido como um dos melhores interpretes do repertório Lírico e Lírico-spinto, em papéis de óperas como Don Giovanni, Andrea Chérnier, La Bohème, La Traviata, Werther, Les contes d'Hoffmann, Tosca, Don Carlos, Rigoletto, Turandot, Carmen, Romeo ed Juliette, Manon Lescaut, Lohengrin, Parsifal, entre tantas outras.

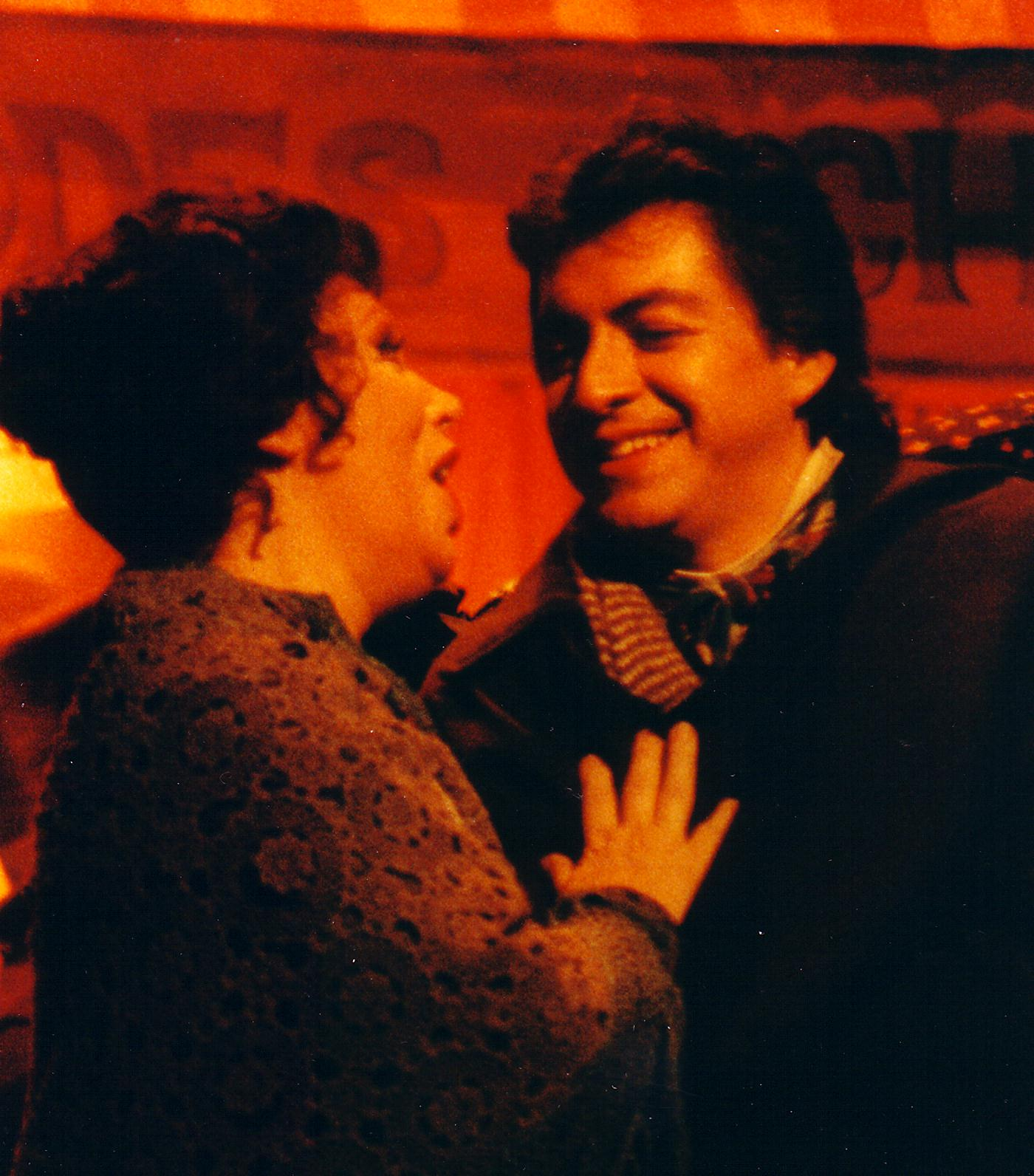
Francisco Araiza as Rodolfo

## Biografia
Araiza nasceu e estudou na Cidade do México, estudando voz com Irma Gonzalez no Conservatório Nacional de Música Nacional, e repertório alemão com Erika Kubacsek. No mesmo ano ele formou-se em Administração de Negócios na Universidade da Cidade do México. Em 1970 ele fez sua estréia profissional na Cidade do México como Jaquino na ópera Fidelio de Beethoven. Em 1974 ele foi para a Europa para receber aulas com Richard Holm e Erik Werba no Munich Hochschule für Musik.Entre 1974 e 1977 ele foi um membro da Ópera de Zurique. Herbert von Karajan o escolheu para a gravação da ópera Die Zauberflöte (Mozart) e convidou-o para cantar Requiem de Mozart no Festival de Salzburgo, começando ali sua carreira internacional.
Nos anos seguintes ele apresentou-se nas maiores e mais prestigiadas casas de óperas do mundo, principalmente em Munique, Hamburgo, Berlim, Leipzig, Dresden, Viena, La Scala, Florença, Parma, Roma, Nápoles, Covent Garden, Paris, Marselha, Lyon, Madri, São Francisco, Barcelona, Houston, Ópera Lírica de Chicago, Los Angeles, Metropolitan Opera e em outros tantos lugares.
Cantanto Belmonte na Ópera Estatal de Munique sob a batuta do legendário maestro Karl Böhm na sua última aparição operística estrelando junto com Frederica von Stade no filme La Cenerentola (Rossini) em 1983 na ópera Manon, na Ópera Estatal de Viena marcou o início do seu repertório mais difícil, seguido pela gravação, sob Sir Colin Davis, em 1984 no Metropolitan Opera.
Francisco Araiza trabalhou com os maiores maestros do século XX, como Karl Böhm, Herbert von Karajan, Carlo Maria Giulini, Carlos Kleiber, Sir Colin Davis, Sir Neville Marriner, James Levine, Claudio Abbado, Riccardo Muti, Giuseppe Patanè, Wolfgang Sawallisch, Nikolaus Harnoncourt, Seiji Ozawa, Zubin Mehta, Daniel Barenboim e Jean-Pierre Ponnelle.